# Federazione di baseball e softball del Portogallo
La Federazione portoghese di baseball e softball (por. Federação Portuguesa de Basebol e Softbol) è un'organizzazione fondata nel 1996 per governare la pratica del baseball e del softball in Portogallo.
Organizza il campionato maschile e di softball femminile, e pone sotto la propria egida la nazionale maschile e di softball femminile.